# 拉娜·比约·因戈尔夫斯多蒂尔
拉娜·比约·因戈尔夫斯多蒂尔（1983年2月22日—），冰島女子羽毛球運動員。

## 簡歷
2008年，拉娜·比约·因戈尔夫斯多蒂尔代表冰島出戰北京奥运会羽毛球女子單打比賽，首圈對戰日本的廣瀨榮理子時因傷棄權。
2012年，拉娜·比约·因戈尔夫斯多蒂尔代表冰島出戰英國倫敦舉行的奥林匹克运动会羽毛球比賽女子單打項目，在小組賽階段先以2比0戰勝立陶宛的厄维尔·斯塔普赛蒂特，後以0比2負於荷蘭的姚洁，最終以一勝一負的小組次名成績出局。

## 國內比賽成績
因戈尔夫斯多蒂尔為冰島國內首屈一指的羽毛球運動員，曾在全國賽中贏得八次女單、九次女雙及一次混雙冠軍，其中她在2007年度的全國賽中，橫掃了女單、女雙和混雙三項冠軍，一時無兩。
她曾在2002至2011年間，九度當選冰島年度羽毛球運動員（Iceland Badminton Player of the Year），又在2007年贏得過雷克雅未克年度運動員（Athlete of the Year in Reykjavik），以及冰島年度運動員（Athlete of the Year in Iceland）第三名等殊榮。

## 主要比賽成績
只列出曾進入準決賽的國際賽事成績：
| 年份   | 賽事                 | 公開賽級別 | 項目     | 搭檔                   | 成績   |
| ------ | -------------------- | ---------- | -------- | ---------------------- | ------ |
| 2009年 | 塞浦路斯羽毛球國際賽 | 國際系列賽 | 混合雙打 | Helgi Johannesson      | 準決賽 |
| 2009年 | 冰島羽毛球國際賽     | 國際系列賽 | 女子單打 | －                     | 冠軍   |
| 2009年 | 冰島羽毛球國際賽     | 國際系列賽 | 女子雙打 | Snjólaug Jóhannsdóttir | 冠軍   |
| 2010年 | 塞浦路斯羽毛球國際賽 | 國際系列賽 | 女子單打 | －                     | 準決賽 |
| 2010年 | 冰島羽毛球國際賽     | 未來系列賽 | 女子單打 | －                     | 冠軍   |
| 2010年 | 冰島羽毛球國際賽     | 未來系列賽 | 女子雙打 | Katrín Atladóttir      | 冠軍   |
| 2011年 | 立陶宛羽毛球公開賽   | 國際系列賽 | 女子單打 | －                     | 亞軍   |
| 2011年 | 冰島羽毛球國際賽     | 國際系列賽 | 女子單打 | －                     | 冠軍   |
| 2011年 | 威爾斯羽毛球國際賽   | 國際系列賽 | 女子單打 | －                     | 亞軍   |

| 2007-2017年 | 首要超級賽 | 超級賽 | 黃金大獎賽 | 大獎賽 | 國際挑戰賽 | 國際系列賽 | 未來系列賽 | 其他 |

| 2018-2026年 | 總決賽 | 超級1000賽 | 超級750賽 | 超級500賽 | 超級300賽 | 超級100賽 | 國際挑戰賽 | 國際系列賽 | 未來系列賽 | 其他 |

### 奧運會和世錦賽參賽紀錄
|          | 搭檔            | 2003 | 2004 | 2005 | 2006 | 2007 | 2008         | 2009 | 2010 | 2011 | 2012       |
| -------- | --------------- | ---- | ---- | ---- | ---- | ---- | ------------ | ---- | ---- | ---- | ---------- |
| 女子單打 | －              | 64強 | －   | 64強 | －   | 64強 | 第一輪(64強) | －   | －   | －   | 小組第二名 |
|          |                 |      |      |      |      |      |              |      |      |      |            |
| 女子雙打 | Sara Jonsdottir | －   | －   | 64強 | －   | －   | －           | －   | －   | －   | －         |